# 西原町 (東京都府中市)
西原町（にしはらちょう）は、東京都府中市の地名。現行行政地名は、西原町一丁目から西原町四丁目。
郵便番号は183-0046。

## 地理
府中市の西側に位置する。東から時計回りに、府中市東芝町、府中市本宿町、府中市西府町、国立市富士見台、府中市北山町に隣接する。

## 小・中学校の学区
市立小・中学校に通う場合、学区は以下の通りとなる。
2025年4月現在
| 丁目   | 番地 | 小学校         |
| ------ | ---- | -------------- |
| 一丁目 | 1〜2 | 本宿小学校     |
| 一丁目 | 3〜  | 府中第七小学校 |
| 二丁目 | 全域 | 府中第七小学校 |
| 三丁目 | 全滅 | 府中第七小学校 |
| 四丁目 | 全域 | 府中第七小学校 |

| 丁目   | 番地 | 中学校         |
| ------ | ---- | -------------- |
| 一丁目 | 1〜2 | 府中第四中学校 |
| 一丁目 | 3〜  | 府中第七中学校 |
| 二丁目 | 全域 | 府中第七中学校 |
| 三丁目 | 全滅 | 府中第十中学校 |
| 四丁目 | 全域 | 府中第十中学校 |

## 交通

### 鉄道
| 隣接する街区の駅                         |
| ---------------------------------------- |
| JR南武線 - 西府駅(JN 22) - 谷保駅(JN 23) |

### バス
- 京王電鉄バス府中営業所

### 道路
- 新府中街道
- 東京都道14号新宿国立線（東八道路）ｰｰｰ 建設中